# Acacia lemmoni
Acacia lemmoni é uma espécie de leguminosa do gênero Acacia, pertencente à família Fabaceae.